# Альбомба (альбом «Френдзоны»)
«Альбомба» — мини-альбом российской группы «Френдзона», выпущенный 17 сентября 2021 года на лейбле Rhymes Music. Пластинка состоит из 7 треков, двое из них («Молодость» и «Школьная») были изданы ранее в виде синглов и клипов. В альбом вошла совместная работа с «Космонавтов Нет» — «Школьная».
«Альбомба» стала последним альбомом группы перед расформированием.

## Об альбоме
27 июля «Френдзона» объявила о выходе своего релиза в сентябре. 6 августа вышел первый сингл «Молодость» и музыкальный клип на него. 10 сентября был выпущен второй сингл «Школьная» совместно с группой «Космонавтов Нет», а позже на композицию вышел клип.

## Конфликты
27 июля группа «Френдзона» объявила о выходе своего релиза «Альбомба» в сентябре. 28 июля на The Flow появилась новость о выходе нового альбома группы «Каста» с таким же названием. Участники «Френдзоны» решили, что «Каста» украла у них название. Позже обе группы пришли к согласию, и два релиза вышли под одним названием.

## Критика и оценки

### Отзывы в специализированных музыкальных изданиях
По мнению Владислава Шеина из ТНТ Music, «Альбомба» — «эклектичный релиз с отсылками к различным явлениям в массовой молодёжной культуре». Его коллега по изданию Руслан Тихонов окрестил релиз «самоироничной визиткой», а в композиции «Нереальная бомба» рецензент отметил «эстетику классной рок-вечеринки».
По мнению Алексея Мажаева из InterMedia, песня «Нереальная бомба» — «не настолько талантливая музыка, чтобы жалеть о специфичности текста», далее рецензент перешёл к песне «Школьная» сказав, что та «могла бы стать молодёжным гимном (смайлик) благодаря рефрену "мне надоела школа, я туда не пойду", если бы не куча архитектурных излишеств в виде ломаного русского языка группы "Космонавтов нет" и очередных кривлючих куплетов Мэйби Бэйби». Трек «Невидимка» рецензент назвал «лучшей песней пластинки» и отметил: «тут и захватывающий сюжет про двойную жизнь старшеклассницы, и сильная запоминающаяся мелодия припева, и никаких упоминаний ни к месту Мэйби Бэйби и Мэйклава». Песню «Мазафакер» критик назвал «нежно-мелодичной» и отметил, что «"Френдзона" опять натужно поёт про себя, тратя впустую потенциал красивой мелодии», далее рецензент отметил, что с треком «Молодость» «то же самое». После критик перешёл к песне «Музыка из колонок» назвав её «резкой, почти альт-роковой».

Алексей поставил 7 звёзд из 10 сказав, что 
«Френдзона» в очередной раз лишь демонстрирует потенциал.
Олег Кармунин для рубрики «Обнови плейлист» на официальной странице компании МегаФон в Яндекс.Дзене написал про трек «Школьная»: «Главный трек „Школьная“ повествует о том, что современные дети не хотели бы ходить в российскую школу, а мечтают как в Америке — регби, чирлидерши, ланчбоксы. И надо признать, что проходят десятилетия, а нравы русских школьников не меняются».

По версии портала The Flow песня «Музыка из колонок» —  это «Гимн подростковых стереотипов». Было отмечено, что:
В песне участники Френдзоны Кроки Бой и Мэйклав признаются, что их музыка давно стала саундтреком трудной подростковой жизни поколения Z.

### Собственное мнение исполнителей
Про альбом Мэйби Бэйби написала в своем Telegram-канале:
Мэйби Бэйби: Выйдет семь абсолютно гениальных треков! Можно будет и поплакать, и поржать. Всё, как мы любим.

### Списки в конце месяца
| Критик/публикация          | Список                                                         | Номинация | Позиция    | Источник |
| -------------------------- | -------------------------------------------------------------- | --------- | ---------- | -------- |
| ТНТ Music (Руслан Тихонов) | «Главные альбомы месяца»                                       | Альбомба  | Нет данных | [ 15 ]   |
| Genius                     | «Самые популярные песни, альбомы и синглы, сентябрь 2021 года» | Альбомба  | 9 место    | [ 16 ]   |

## Коммерческий успех
Альбом попал на девятое место в списке «самых популярных песен, альбомов и синглов» за сентябрь 2021 года на Genius.
Альбом попал на 28 место в чарте Apple Music.

## Чарты
| Чарты (13 сент. — 20 сент 2021) | Высшая позиция | Источник |
| ------------------------------- | -------------- | -------- |
| Россия (Apple Music)            | 28             | [ 17 ]   |

| Чарты (10.08.2021)     | Высшая позиция | Источник |
| ---------------------- | -------------- | -------- |
| Россия (YouTube Music) | 19             | [ 18 ]   |

| Чарты (6 авг. — 12 авг. 2021) | Высшая позиция | Источник |
| ----------------------------- | -------------- | -------- |
| Россия (YouTube Music)        | 78             | [ 19 ]   |

## Список композиций
Названия и длительности всех треков взяты с Apple Music.
| №                   | Название                      | Длительность |
| ------------------- | ----------------------------- | ------------ |
| 1.                  | «Нереальная бомба»            | 2:58         |
| 2.                  | «Школьная»                    | 2:38         |
| 3.                  | «Невидимка»                   | 3:18         |
| 4.                  | «Мазафакер»                   | 2:48         |
| 5.                  | «Молодость»                   | 2:31         |
| 6.                  | «Музыка из колонок»           | 2:35         |
| 7.                  | «Сэд Гёрл 2017 (Bonus Track)» | 4:21         |
| Общая длительность: | Общая длительность:           | 21:09        |